# Hygiënecode
Een hygiënecode is in Nederland een branche-specifiek handboek waarin wordt beschreven hoe de voedselveiligheid van producten voor de consument kan worden gegarandeerd. Een hygiënecode kenmerkt zich door een praktische benadering en kan vrijwel direct worden toegepast. In vergelijking met de HACCP-richtlijnen is een hygiënecode een stuk eenvoudiger en bevat deze minimale eisen. 
Hygiënecodes worden beheerd door productschappen. In het Nederlandse Warenwetbesluit hygiëne van levensmiddelen staat beschreven dat een hygiënecode door de initiatiefnemers wordt ingediend bij het Regulier Overleg Warenwet en uiteindelijk door de minister wordt goedgekeurd. De Nederlandse Voedsel- en Warenautoriteit handhaaft binnen de verschillende bedrijfstakken, op basis van de beschikbare hygiënecode.
Bij het opzetten van een voedselveiligheidssysteem, ongeacht welke norm, dient een bedrijf altijd gebruik te maken van eventueel aanwezige hygiënecodes.